# Fédra Fekete
Fédra Fekete (* 4. April 1998) ist eine ungarische Leichtathletin, die sich auf den Hochsprung spezialisiert hat.

## Sportliche Laufbahn
Erste internationale Erfahrungen sammelte Fédra Fekete im Jahr 2017, als sie bei den U20-Europameisterschaften in Grosseto mit übersprungenen 1,73 m in der Qualifikationsrunde aus. 2023 siegte sie mit 1,83 m bei der Hungarian GP Series - Budapest sowie anschließend mit derselben Höhe bei der Hungarian GP Series - Nyíregyháza. Anschließend wurde sie bei der 2. Liga der Team-Europameisterschaft im Zuge der Europaspiele in Chorzów mit 1,84 m Siebte. Anschließend gelangte sie bei den World University Games in Chengdu mit 1,80 m auf den zehnten Platz, ehe sie bei den Weltmeisterschaften in Budapest mit 1,80 m in der Qualifikationsrunde aus. Im Jahr darauf verpasste sie bei den Europameisterschaften in Rom mit 1,85 m den Finaleinzug. 
2023 wurde Fekete ungarische Meisterin im Hochsprung im Freien sowie 2021, 2023 und 2024 in der Halle.